# Guillaume-Stanislas Faure
Pour les articles homonymes, voir Faure.
Guillaume-Stanislas Faure (1er mai 1765, Le Havre - 30 mars 1826, Le Havre), est un homme politique français.

## Biographie
Ayant étudié le droit, il devient membre du bureau de conciliation du district, assesseur du juge de paix, puis commissaire du gouvernement près la municipalité du Havre de l'an VII à l'an VIII.
Après le coup d'État du 18 Brumaire, il est nommé sous-préfet du Havre.
Le 10 août 1810, il est appelé à représenter le département de la Seine-Inférieure au Corps législatif. 
Rallié à la déchéance de Bonaparte en 1814, il alla féliciter Louis XVIII à Saint-Ouen  le 3 mai. Après 1815, il rentra dans la vie privée et se livra au négoce au Havre.

## Sources
- « Guillaume-Stanislas Faure », dans Adolphe Robert et Gaston Cougny, Dictionnaire des parlementaires français, Edgar Bourloton, 1889-1891 [détail de l’édition]